# Phrynichus heurtaultae
Espèce
Phrynichus heurtaultae est une espèce d'amblypyges de la famille des Phrynichidae.

## Distribution
Cette espèce est endémique de Socotra au Yémen.

## Étymologie
Cette espèce est nommée en l'honneur de Jacqueline Heurtault.

## Publication originale
- Weygoldt, Pohl & Polak, 2002 : Arabian whip spiders: four new species of the genera Charinus and Phrynichus (Chelicerata: Amblypygi) from Oman and Socotra. Fauna of Arabia, vol. 19, p. 289-309.